# Die Durchgängerin
Die Durchgängerin ist ein deutscher Stummfilm aus dem Jahre 1928 von Hanns Schwarz mit Käthe von Nagy, Hans Brausewetter und Vivian Gibson in den Hauptrollen. Die Geschichte basiert auf einem Bühnenstück von Ludwig Fulda.

## Handlung
Ilsebill ist die Tochter des Oberregierungsrats Thoms. Eigentlich lieben sich Tochter und Vater inniglich, doch seitdem Thoms Gina, seine zweite und deutlich jüngere Ehefrau, geheiratet hat, gibt es zwischen Thoms und Ilsebill ständig Streit. Eines Tages führt ein falscher Verdacht dazu, dass Vater Thoms Ilsebill auf ein Mädchenpensionat fortschicken will. Jetzt reicht es Ilsebill, sie hält es daheim eines Tages nicht mehr länger aus und entschließt sich, mit ihrem Freund Hans durchzubrennen. Beide verlassen Deutschland und wandern Hals über Kopf in die Vereinigten Staaten aus. 
Um sich eine Passage leisten können, verdingt sich Ilsebill als Küchenhilfe und ihr Freund als Heizer. Im Land der unbegrenzten Möglichkeiten angekommen, schafft sich das Paar durch viel Arbeit ein kleines Vermögen an. Als sie es „geschafft“ haben, entschließt sich Ilsebill zur Rückkehr, um nach dem Vater zu sehen. Der wurde in der Zwischenzeit von seiner zweiten Gattin bitter enttäuscht, denn die hat sich mit einem jüngeren Mann, dem Komponisten Wladimir, aus dem Staub gemacht. Jetzt ist endlich der Moment der Versöhnung zwischen Vater und Tochter gekommen. 

## Produktionsnotizen
Die Durchgängerin entstand zum Jahresbeginn 1928, passierte am 28. März desselben Jahres die Filmzensur und wurde am 19. April 1928 in Berlins Gloria-Palast uraufgeführt. Die Länge des mit Jugendverbot belegten Sechsakters betrug 2306 Meter. In Österreich lief der Streifen am 12. April 1929 an.
Erich Zander schuf die Filmbauten. 

## Kritiken
Die Österreichische Film-Zeitung schrieb: „Ein solcher Film, der durch die glückliche Verquickung dieser Faktoren höchsten Unterhaltungswert gewinnt, ist das vorliegende Werk. Alles vollzieht sich mit folgerichtiger Selbstverständlichkeit, wobei Humor und dramatische Spannung stets an der richtigen Stelle zur Geltung gebracht sind.“
In Die Stunde ist zu lesen: „Ludwig Fuldas Theaterstück ist … zu einem amüsanten und sehr sauberen Film umgearbeitet worden. Mit auffallend gutem Geschmack hat Hanns Schwarz den Vorwurf, der leicht zur kitschigen Wendung hätte verleiten können, in vernünftige Bahnen gelenkt ... (…) Käthe von Nagy spielt die Hauptrolle der Ilsebill mit sehr viel Innigkeit und Temperament und Hans Brausewetter ist ein solcher Junge, der Ilsebills Neigung begreiflich macht. Die schöne Vivian Gibson muß auch diesmal wieder eine undankbare und bösartige Frau spielen, zieht sich aber mit viel Charme aus der Affäre.“
Das Neue Wiener Journal meinte: “Ernstes und Heiteres vereint sich in diesem Film zu einer ganz ausgezeichneten Komödie, die in lebensecht geschilderter, sehr unterhaltsamer und handlungsreicher Form die Erlebnisse der jungen Ilsebill aufzeichnet.”